# デシーズ男爵
デシーズ男爵（デシーズだんしゃく、英: Baron Decies）は、アイルランド貴族の爵位。1812年に創設された。

## 歴史
初代ティロン伯爵マーカス・ベレスフォード(1694–1763)の三男ウィリアム・ベレスフォード(1743–1819)はアイルランド国教会の聖職者であり、ドロモア主教、オソリー主教、チュアム大主教を歴任して、1812年12月22日にアイルランド貴族であるウォーターフォード県におけるデシーズのデシーズ男爵に叙された。1800年合同法の施行以降、新しいアイルランド貴族爵位の創設には既存の爵位が3つ廃絶する必要があり、デシーズ男爵位の創設はレカール男爵、ファーマナ男爵、ロングヴィル子爵の廃絶を根拠とした。
初代男爵以降は息子、孫、曽孫へと継承された。2代男爵ジョン・ベレスフォード(1773–1855)はホースリー家の相続人と結婚して、「ホースリー」を姓に加えた。4代男爵の弟にあたる5代男爵ジョン・ベレスフォード(1866–1944)はアイルランド貴族代表議員を務めた。2017年時点の当主は5代男爵の孫にあたる7代男爵マーカス・ベレスフォード(1948–)である。

## デシーズ男爵（1812年）
- 初代デシーズ男爵ウィリアム・ベレスフォード（1743年 – 1819年）
- 第2代デシーズ男爵ジョン・ホースリー＝ベレスフォード（英語版）（1773年 – 1855年）
- 第3代デシーズ男爵ウィリアム・ロバート・ジョン・ド・ラ・プア・ホースリー＝ベレスフォード（英語版）（1811年 – 1893年）
- 第4代デシーズ男爵ウィリアム・マーカス・ド・ラ・プア・ホースリー＝ベレスフォード（英語版）（1865年 – 1910年）
- 第5代デシーズ男爵ジョン・グラハム・ホープ・ド・ラ・プア・ベレスフォード（英語版）（1866年 – 1944年）
- 第6代デシーズ男爵アーサー・ジョージ・マーカス・ダグラス・ド・ラ・プア・ベレスフォード（英語版）（1915年 – 1992年）
- 第7代デシーズ男爵マーカス・ヒュー・トリストラム・ド・ラ・プア・ベレスフォード（英語版）（1948年 – ）

爵位の法定推定相続人は現当主の息子ロバート・マーカス・ダンカン・ド・ラ・プア・ベレスフォード閣下（1988年 – ）である。